# Mitropacupen 1932
Mitropacupen 1932 var den sjätte säsongen av Mitropacupen. 

## Slutspel

### Kvartsfinaler
| Lag 1        | Totalt | Lag 2         | Möte 1 | Möte 2 |
| Slavia Prag  | 3–1    | Admira Wacker | 3–0    | 0–1    |
| Bologna      | 5–3    | Sparta Prag   | 5–0    | 0–3    |
| Juventus     | 7–3    | Ferencváros   | 4–0    | 3–3    |
| First Vienna | 6–4    | Újpest        | 5–3    | 1–1    |

### Semifinaler
| Lag 1       | Totalt | Lag 2        | Möte 1 | Möte 2 |
| Bologna     | 2–1    | First Vienna | 2–0    | 0–1    |
| Slavia Prag | 4–2    | Juventus     | 4–0    | 00–2   |

### Final
Bologna tilldelades finalsegern då både Slavia Prag och Juventus uteslöts från tävlingen.

## Anmärkningslista
1. ↑  The game was abandoned at 2-0 for Juventus; Slavia had conceded two quick goals in the match and resorted to obstruction and time wasting, which incensed the spectators to the extent that they started throwing stones on the pitch; one of those hit Slavia 'keeper Planicka, seriously injuring him.  Slavia left the pitch and refused to play on, and were penned in their dressing rooms for hours while 1,500 soldiers and policemen formed a cordon.  The Mitropa Cup committee held both teams equally responsible and disqualified both clubs.